# WTA-toernooi van Cluj-Napoca
Het WTA-toernooi van Cluj-Napoca is een jaarlijks terugkerend tennistoernooi voor vrouwen dat wordt georganiseerd in de Roemeense stad Cluj-Napoca in Transsylvanië. De officiële naam van een eenmalig toernooi in 2021 was Winners Open, genoemd naar de naam van de accommodatie: de Winners Sports Club, waar het werd gespeeld op gravelbanen. De officiële naam van het jaarlijks terugkerend toernooi is Transylvania Open.
De WTA organiseert het toernooi, dat in de categorie "WTA 250" valt en wordt gespeeld op hardcourtbinnenbanen.
De eerste editie vond plaats in 2021, en werd gewonnen door de Duitse Andrea Petković. Twee maanden later werd in Cluj-Napoca een extra toernooi georganiseerd, onder de naam Transylvania Open – dit werd op hardcourtbinnenbanen gespeeld, en gewonnen door de Estische Anett Kontaveit ten koste van de nationale favoriet Simona Halep. Deze versie van het toernooi werd in 2022 gecontinueerd.
Het toernooi werd door de WTA verkozen tot WTA 250-toernooi van het jaar 2022.
In 2024 schakelde de organisatie over van oktober naar februari als toernooimaand.

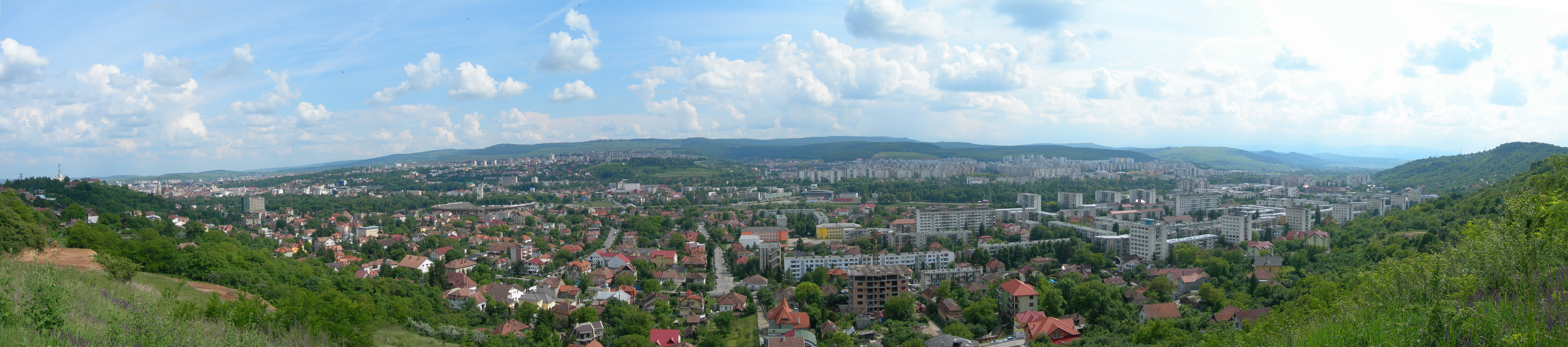
Aanzicht van Cluj-Napoca

## Finales

### Enkelspel
| Datum      | Naam              | Cat.    | ($)     | Ondergrond        | Winnares            | Verliezend finaliste | Uitslag       |         |
| ---------- | ----------------- | ------- | ------- | ----------------- | ------------------- | -------------------- | ------------- | ------- |
| 2021-08-02 | Winners Open      | WTA 250 | 235.238 | gravel, buiten    | Andrea Petković     | Mayar Sherif         | 6-1, 6-1      | details |
| 2021-10-25 | Transylvania Open | WTA 250 | 235.238 | hardcourt, binnen | Anett Kontaveit     | Simona Halep         | 6-2, 6-3      | details |
| 2022-10-10 | Transylvania Open | WTA 250 | 251.750 | hardcourt, binnen | Anna Blinkova       | Jasmine Paolini      | 6-2, 3-6, 6-2 | details |
| 2023-10-16 | Transylvania Open | WTA 250 | 259.303 | hardcourt, binnen | Tamara Korpatsch    | Elena Gabriela Ruse  | 6-3, 6-4      | details |
| 2024-02-05 | Transylvania Open | WTA 250 | 267.082 | hardcourt, binnen | Karolína Plíšková   | Ana Bogdan           | 6-4, 6-3      | details |
| 2025-02-03 | Transylvania Open | WTA 250 | 275.094 | hardcourt, binnen | Anastasija Potapova | Lucia Bronzetti      | 4-6, 6-1, 6-2 | details |

### Dubbelspel
| Datum      | Naam              | Cat.    | ($)     | Ondergrond        | Winnaressen                         | Verliezend finalistes                       | Uitslag          |         |
| ---------- | ----------------- | ------- | ------- | ----------------- | ----------------------------------- | ------------------------------------------- | ---------------- | ------- |
| 2021-08-02 | Winners Open      | WTA 250 | 235.238 | gravel, buiten    | Natela Dzalamidze Kaja Juvan        | Katarzyna Piter Mayar Sherif                | 6-3, 6-4         | details |
| 2021-10-25 | Transylvania Open | WTA 250 | 235.238 | hardcourt, binnen | Irina Maria Bara Ekaterine Gorgodze | Aleksandra Krunić Lesley Pattinama-Kerkhove | 4-6, 6-1, [11-9] | details |
| 2022-10-10 | Transylvania Open | WTA 250 | 251.750 | hardcourt, binnen | Kirsten Flipkens Laura Siegemund    | Kamilla Rachimova Jana Sizikova             | 6-3, 7-5         | details |
| 2023-10-16 | Transylvania Open | WTA 250 | 259.303 | hardcourt, binnen | Jodie Burrage Jil Teichmann         | Léolia Jeanjean Valerija Strachova          | 6-1, 6-4         | details |
| 2024-02-05 | Transylvania Open | WTA 250 | 267.082 | hardcourt, binnen | Caty McNally Asia Muhammad          | Harriet Dart Tereza Mihalíková              | 6-3, 6-4         | details |
| 2025-02-03 | Transylvania Open | WTA 250 | 275.094 | hardcourt, binnen | Magali Kempen Anna Sisková          | Jaqueline Cristian Angelica Moratelli       | 6-3, 6-1         | details |